# Liste der Naturdenkmale in Wiesensteig
| Naturdenkmale | Anzahl |
| ------------- | ------ |
| FND           | 13     |
| END           | 11     |
| Gesamt        | 24     |

Die Liste der Naturdenkmale in Wiesensteig nennt die verordneten Naturdenkmale (ND) der im baden-württembergischen Landkreis Göppingen liegenden Stadt Wiesensteig. In Wiesensteig gibt es insgesamt 24 als Naturdenkmal geschützte Objekte, davon 13 flächenhafte Naturdenkmale (FND) und 11 Einzelgebilde-Naturdenkmale (END).
Stand: 1. November 2016.

## Flächenhafte Naturdenkmale (FND)
| Name                                     | Bild | Kennung     | Einzelheiten | Position | Fläche Hektar | Datum         |
| ---------------------------------------- | ---- | ----------- | ------------ | -------- | ------------- | ------------- |
| Doline Anger                             | BW   | 81170580012 | Wiesensteig  | ⊙        | 0,1           | 22. Okt. 1984 |
| Dolinenfeld Brunnen                      | BW   | 81170580020 | Wiesensteig  | ⊙        | 0,8           | 22. Okt. 1984 |
| Feuchtflächen unterhalb der Papiermühle  | BW   | 81170580016 | Wiesensteig  | ⊙        | 4,2           | 22. Okt. 1984 |
| Filsaue oberhalb Papiermühle             | BW   | 81170580023 | Wiesensteig  | ⊙        | 1,2           | 22. Okt. 1984 |
| Filsaue unterhalb kleiner Filsursprung   |      | 81170580024 | Wiesensteig  | ⊙        | 2,1           | 22. Okt. 1984 |
| Heide Ziegelmähder                       | BW   | 81170580018 | Wiesensteig  | ⊙        | 2,1           | 22. Okt. 1984 |
| Hülbe u. 1 Linde im Raller               | BW   | 81170580005 | Wiesensteig  | ⊙        | 0,1           | 22. Okt. 1984 |
| Malakoffschacht                          | BW   | 81170580014 | Wiesensteig  | ⊙        | 0,3           | 22. Okt. 1984 |
| Mordloch und Umgebung                    | BW   | 81170580013 | Wiesensteig  | ⊙        | 0,6           | 22. Okt. 1984 |
| Papierfels mit Höhlen                    | BW   | 81170580015 | Wiesensteig  | ⊙        | 1,3           | 22. Okt. 1984 |
| Pflanzenstandort Hundsrücken im Hasental | BW   | 81170580021 | Wiesensteig  | ⊙        | 1,0           | 22. Okt. 1984 |
| Wacholderheide Regenbogen                | BW   | 81170580011 | Wiesensteig  | ⊙        | 3,8           | 22. Okt. 1984 |
| Wolfsklinge                              | BW   | 81170580022 | Wiesensteig  | ⊙        | 0,3           | 22. Okt. 1984 |
| Legende für Naturdenkmal                 |      |             |              |          |               |               |

## Einzelgebilde (END)
| Name                                        | Bild | Kennung     | Einzelheiten | Position | Fläche Hektar | Datum         |
| ------------------------------------------- | ---- | ----------- | ------------ | -------- | ------------- | ------------- |
| Katzenfels                                  | BW   | 81170580006 | Wiesensteig  | ⊙        | 0,0           | 22. Okt. 1984 |
| Sommerbergfels                              | BW   | 81170580010 | Wiesensteig  | ⊙        | 0,0           | 22. Okt. 1984 |
| Steinernes Weib                             | BW   | 81170580007 | Wiesensteig  | ⊙        | 0,0           | 22. Okt. 1984 |
| 1 Bergulme beim Lämmerbuckel                | BW   | 81170580003 | Wiesensteig  | ⊙        | 0,0           | 22. Okt. 1984 |
| 1 Buche am Feldkopf                         | BW   | 81170580019 | Wiesensteig  | ⊙        | 0,0           | 22. Okt. 1984 |
| 1 Eibe im Friedhof                          | BW   | 81170580008 | Wiesensteig  | ⊙        | 0,0           | 22. Okt. 1984 |
| 1 Linde am Vogelhäule                       | BW   | 81170580017 | Wiesensteig  | ⊙        | 0,0           | 22. Okt. 1984 |
| 1 Linde an der alten Steige nach Neidlingen | BW   | 81170580009 | Wiesensteig  | ⊙        | 0,0           | 22. Okt. 1984 |
| 1 Linde bei den Eckhöfen                    | BW   | 81170580001 | Wiesensteig  | ⊙        | 0,0           | 22. Okt. 1984 |
| 1 Linde bei der Kapelle                     | BW   | 81170580002 | Wiesensteig  | ⊙        | 0,0           | 22. Okt. 1984 |
| 9 Linden beim Schafhaus am Lämmerbuckel     | BW   | 81170580004 | Wiesensteig  | ⊙        | 0,0           | 22. Okt. 1984 |
| Legende für Naturdenkmal                    |      |             |              |          |               |               |